# Новый Порт
Но́вый Порт — село в Ямальском районе Ямало-Ненецкого автономного округа России.

## География
Село расположено на побережье Обской губы (в бухте Новый Порт). Прямое расстояние до Салехарда — 300 км (авиа) и 458 км (по воде). До райцентра Яр-Сале — 130 км (по воздуху), села Мыс Каменный — 92 км, до села Антипаюта — 226 км (по воздуху) и 260 км (по Оби); до Архангельска — 2400 км (ледоколом «Ямал»). К северу, в 85 километрах, на противоположном берегу губы расположен посёлок Ямбург.
Рядом находится [законсервированный] вахтовый посёлок Ямальский («Надымгазпром», ) и участки Новопортовского НГКМ.
Входит в пограничную зону РФ, которая в пределах ЯНАО установлена в полосе местности шириной 10 км от морского побережья.

## История
Селение Новый Порт основано в 1921 году отрядом гидрографов как пункт товарообмена экспедиций моряков и сибирских речников.
В 1931 году здесь был образован Новопортовский рыбный промысел Обьгосрыбтреста, тогда же построен рыбоконсервный завод и сезонная плавучая фабрика.
Посёлок (п.г.т.) Новый Порт основан в 1942 году.
В 1948 году в районе Нового Порта располагался Байдарлаг ГУЛАГа.
В середине XX века в посёлке Новый Порт было создано уникальное по своей протяжённости вечномерзлотное рыбохранилище «Новопортовский мерзлотник», рассчитанное на хранение более 1700 тонн рыбы.
До 2005 года населённый пункт имел статус посёлка. В Законе об образовании муниципальных образований Ямальского района упоминается уже как село Новый Порт.
С 2005 до 2021 гг. образовывало сельское поселение село Новый Порт, упразднённое в 2021 году в связи с преобразованием муниципального района в муниципальный округ.

## Население
| 1989  | 2002  | 2010  | 2011  | 2012  | 2013  | 2014  |
| ----- | ----- | ----- | ----- | ----- | ----- | ----- |
| 1920  | ↗1932 | ↘1780 | ↗1789 | ↗1793 | ↘1772 | ↘1716 |
| 2015  | 2016  | 2017  | 2018  | 2019  | 2021  |       |
| ↗1720 | ↗1745 | ↗1764 | ↗1797 | ↗1820 | ↘1633 |       |

Население на 2005 год — 1645 жителей, из них ненцев — 1431, хантов — 5.

## Инфраструктура
В настоящее время самой большой организацией в селе является «Новопортовская школа-интернат имени Л.В. Лапцуя». В селе имеется дизельная электростанция, больница-стационар, аптека, почтовое отделение.
Транспорт
Порт-пристань (дебаркадер) в период летней навигации обеспечивает посёлок теплоходным сообщением со столицей Ямало-Ненецкого автономного округа (Обь-Иртышское речное пароходство) по маршруту «Салехард — Новый порт — Антипаюта — Тазовский».
Вертолётная площадка (вертодром) авиакомпании Ямал обеспечивает авиационное сообщение. Недалеко от посёлка имеется законсервированный аэродром МВЛ.
Планируется строительство ветки железной дороги «Обская — Бованенково — Карская» от Паюта до Нового Порта (185 км напрямую), что свяжет его со станцией Обская.

## Климат
Климат в селе Новый Порт — холодный. В течение года выпадает значительное количество осадков, даже в сухие месяцы. По классификации климатов Кёппена — субарктический климат (индекс Dfc) с постоянным увлажнением в течение года.
| Показатель | Янв.  | Фев.  | Март  | Апр.  | Май   | Июнь  | Июль | Авг. | Сен.  | Окт.  | Нояб. | Дек.  | Год   |
| --- | ----- | ----- | ----- | ----- | ----- | ----- | ---- | ---- | ----- | ----- | ----- | ----- | ----- |
| Абсолютный максимум, °C | 0,6   | 1,4   | 7,1   | 6,1   | 17,6  | 29,7  | 32,8 | 26,3 | 22,5  | 13,7  | 3,6   | 0,7   | 32,8  |
| Средний суточный максимум, °C | −21,3 | −21,8 | −15,9 | −8,9  | −1,7  | 6,0   | 13,8 | 12,9 | 6,7   | −3,3  | −12,9 | −17,8 | −4    |
| Средняя температура, °C | −25,2 | −26,1 | −21,2 | −14,3 | −5,8  | 3,0   | 10,1 | 9,9  | 4,2   | −5,8  | −16,5 | −21,4 | −9,1  |
| Средний суточный минимум, °C | −29,1 | −30,3 | −26,5 | −19,7 | −9,8  | 0,0   | 6,4  | 6,9  | 1,7   | −8,3  | −20   | −25   | −11,7 |
| Абсолютный минимум, °C | −50,9 | −49,4 | −48,1 | −39,9 | −29,2 | −13,3 | −0,9 | −4   | −14,7 | −30,3 | −40,3 | −47,7 | −50,9 |
| Норма осадков, мм | 22    | 18    | 22    | 21    | 26    | 32    | 38   | 58   | 41    | 36    | 25    | 27    | 366   |
| Источник: Абсолютные минимумы и максимумы. www.pogodaiklimat.ru. Дата обращения: 14 сентября 2021., Средние температуры и осадки. ru.climate-data.org. Дата обращения: 14 сентября 2021. |       |       |       |       |       |       |      |      |       |       |       |       |       |